# Дільдабеков Мухтархан Кабланбекович
Мухтархан Кабланбекович Дільдабеков (каз. Мұхтархан Қабыланбекұлы Ділдәбеков, нар. 19 березня 1976) — казахський боксер-любитель, срібний призер Олімпійських ігор 2000 року, призер чемпіонатів світу та Азії, чемпіон Азійських ігор. Заслужений майстер спорту Казахстану з боксу.

## Любительська кар'єра
Чемпіонат світу 1999 
- 1/8 фіналу. Переміг Левана Маквабішвілі (Грузія) WO
- 1/4 фіналу. Переміг Сенгіза Коца (Німеччина) 8-4
- 1/2 фіналу. Переміг Паоло Відоца (Італія) 3-1
- Фінал. Програв Сінану Шамілю (Туреччина) 4-4

 Олімпійські ігри 2000 
- 1/8 фіналу. Переміг Гжегоша К'єлсу (Польща) 16-5
- 1/4 фіналу. Переміг Алексіса Рубалькаба (Куба) 25-12
- 1/2 фіналу. Переміг Рустама Саїдова (Узбекистан) 28-22
- Фінал. Програв Одлі Гаррісону (Велика Британія) 16-30

 Чемпіонат світу 2003 
- 1/8 фіналу. Програв Себастьяну Кеберу (Німеччина) 19-20

 Олімпійські ігри 2004 
- 1/8 фіналу. Переміг Себастьяна Кебера (Німеччина) 28-18
- 1/4 фіналу. Програв Олександру Повєткіну (Росія) 15-31